# Karinou Airlines
Karinou Airlines ist die nationale Fluggesellschaft der Zentralafrikanischen Republik mit Sitz in Bangui und Basis auf dem Bangui M’Poko International Airport.

## Geschichte
Im Jahr 2012 wurden Africa Airlines gegründet und begann ihren Flugbetrieb mit einer Boeing 737-200. Nach einigen Monaten erhielt die Fluggesellschaft ihren heutigen Namen.

## Flugziele
Karinou Airlines fliegt von Bangui aus Ziele in Afrika an.

## Flotte

### Aktuelle Flotte
Die Karinou Airlines besitzt derzeit keine eigenen Flugzeuge.

### Ehemalige Flugzeugtypen
Mit Stand März 2020 bestand die Flotte der Karinou Airlines aus zwei Flugzeugen mit einem Durchschnittsalter von 29,4 Jahren:
| Flugzeugtyp         | Luftfahrzeugkennzeichen | Anmerkungen |
| ------------------- | ----------------------- | ----------- |
| Boeing 737-200 Adv. | TL-AEG                  |             |
| Boeing 737-300      | TL-TSM                  |             |